# 잉궤
잉궤(Ingwë)는 《실마릴리온》의 등장인물이다. 바냐르의 상급 요정왕이자, 쿠이비에넨 호수에서 발리노르로 이주한 모든 엘다르의 대왕으로 알려졌다.

## 개요
최초의 요정들은 총 144명으로 서로 쌍을 지었는데, 이들은 빛을 내는 것은 별 외에 없던 쿠이비에넨에서 잠을 깬 일루바타르의 첫 번째 자식들이었다. 잉궤는 이러한 무리 중에서도 가장 먼저 깨어난 미냐르들의 지도자였다. 그의 배우자나 가족에 대하여 자세히 알려진 바가 없고 오직 아들 잉귀온 외에 여러 자식이 있었다는 언급 밖에 없다.
미냐르의 지도자 잉궤는 이후에 발라 오로메의 인도를 받아 발리노르의 신성한 나무를 보고 자신의 동족들을 이끌고 발리노르로 향하도록 설득했다. 미냐르는 두 번째, 세 번째로 눈을 뜬 타탸르와 넬랴르보다
인구가 적었기에, 반대하는 자 없이 모두 발리노르에 정착하게 된다. 발리노르에 정착한 후 이들은 바냐르로 불렸고 거부자, 즉 발리노르로 오길 거부한 이가 미냐르에 없었기에 모든 미냐르는 바냐르로 불리게 된다.
잉궤와 그의 무리는 모르고스에 의해 발리노르의 두 나무를 파괴당하자 빛이 사라지고 어둠이 스며들어 잠시 혼란스러운 일이 있었으나, 놀도르와 다르게 발리노르에 계속 남는 것을 선택하고 분노의 전쟁에 참전한 일을 제외하면
이후 가운데땅에 다시 향하는 일이 없었다.

## 기타
그의 친척 여성 왕족 인디스는 첫 번째 부인의 죽음으로 상심한 핀웨와 혼인하게 된다. 그리하여 핀웨의 왕가에 둘째, 셋째 왕자 핑골핀과 피나르핀의 자손들에게는 바냐르 왕족의 혈통이 섞이게 된다.